# Colmena tradicional

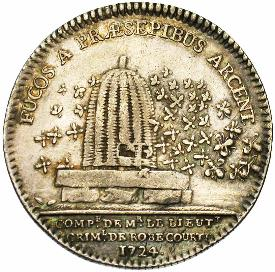
Jetón Francés de 1724, mostrando una colmena de paja y las abejas.

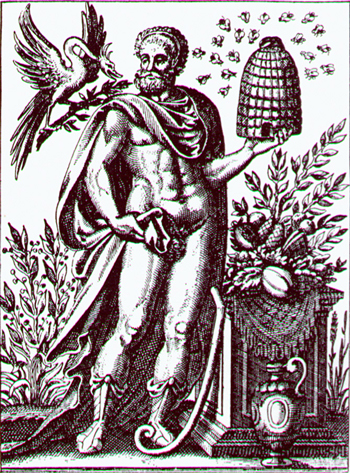
Trofonio (Historia Deorum Fatidicorum, 1675).

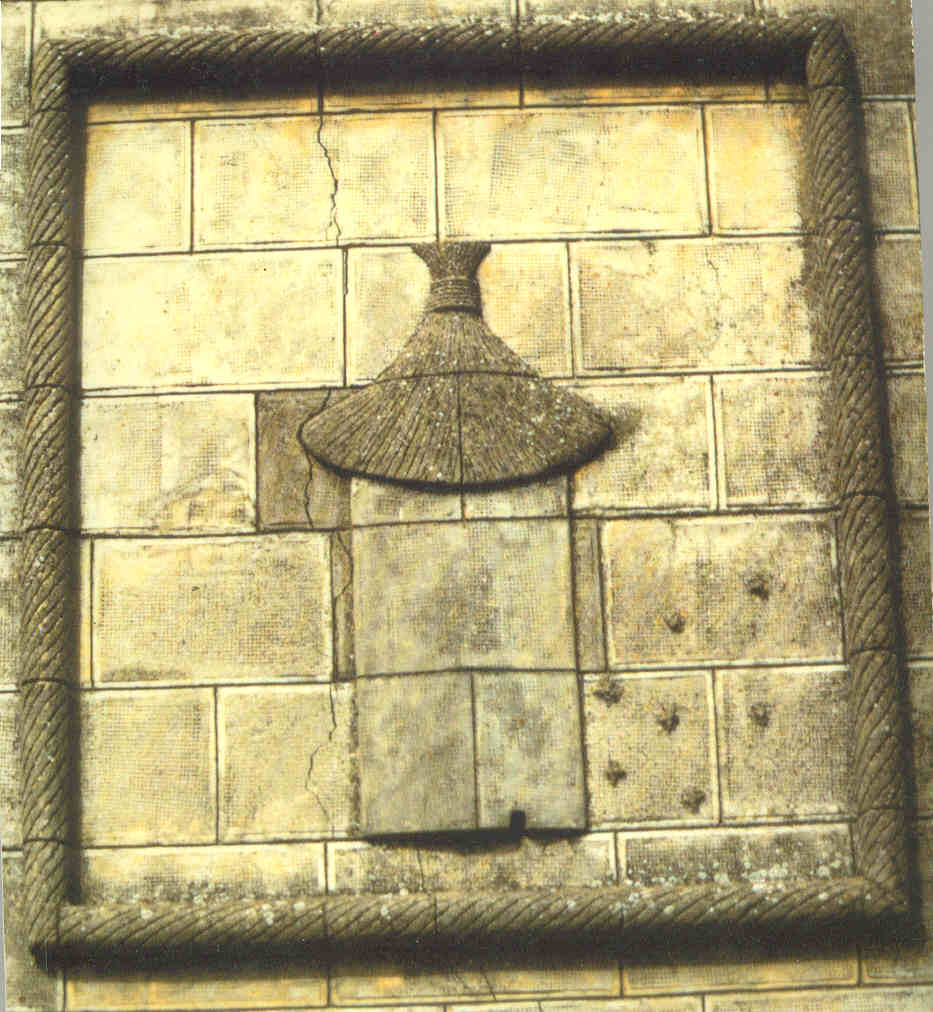
Escudo de colmena tallado en piedra (Guadalajara, España).

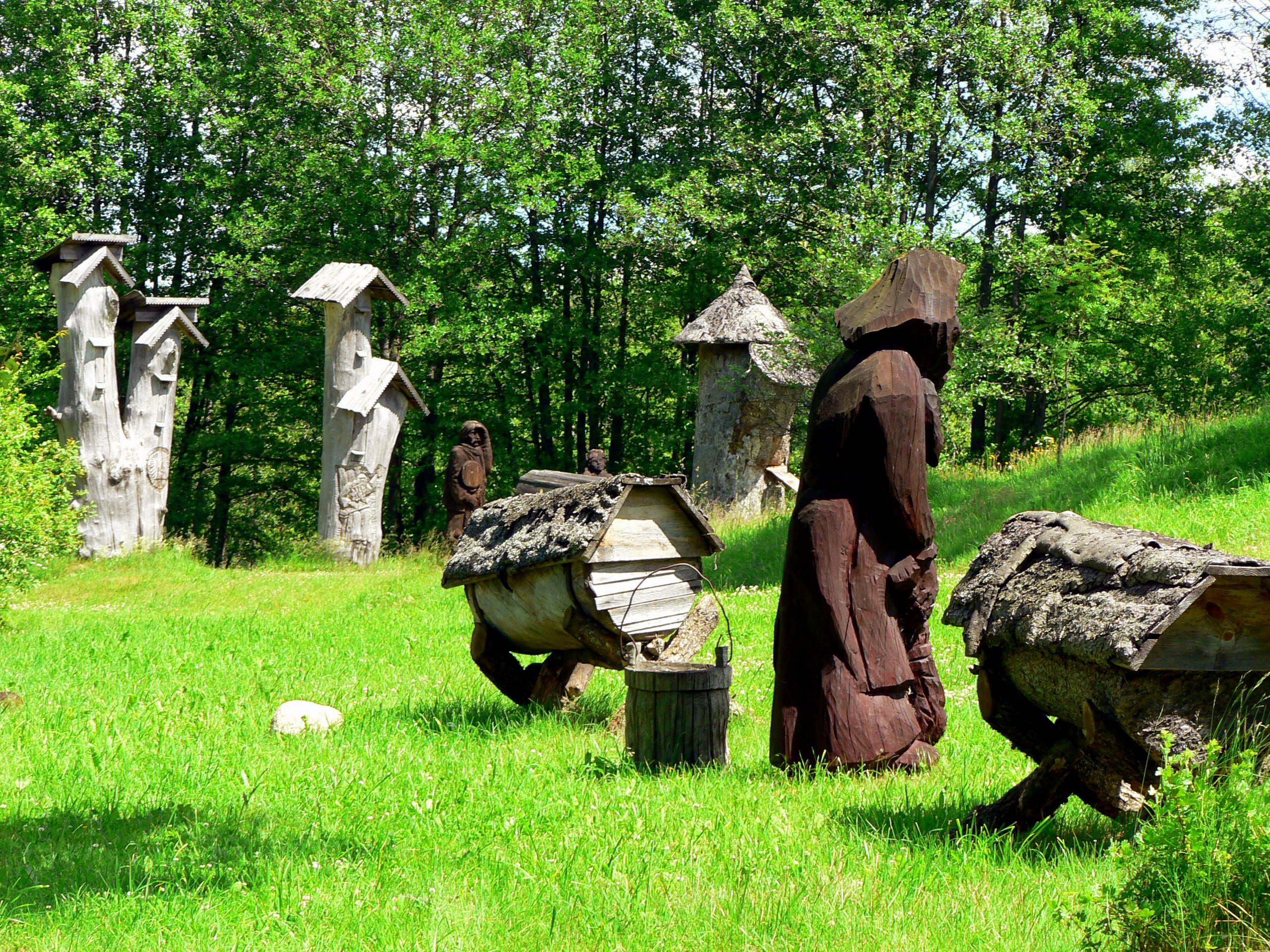
Colmenas talladas en troncos Stripeikiai en Lituania.

La colmena tradicional tejida en paja, que significa cesta, sin lugar a duda fue la más difundida de las colmenas de panales fijos.
Toda la región Mediterránea, Asia oriental, Egipto la utilizaron en virtud de lo económica y la facilidad de los elementos para construirla. Los artesanos las tejen en poco tiempo, siendo la paja un elemento térmico de excelente calidad y tornándose impermeable al agua. 
La cosecha de este tipo de colmenas de panales fijos se realiza castrando o cortando los mismos. Se trata de una apicultura no racional porque los apicultores destruyen los panales de cera, debiendo las abejas reconstruirlos tras la cosecha de la miel.
La colmena de paja se utilizó en Europa durante cientos de años, en jetones (monedas conmemorativas) francesas de 1700 pueden observarse estas colmenas tradicionales de paja. La bibliografía de ese momento registra este tipo de colmenas también. Desde la Edad Media hasta la Edad Moderna los apicultores no disponían fácilmente de materiales, salvo estas colmenas y los vasos de madera, mucho más pesados para trabajar.

## Colmena tradicional de tronco
Este tipo de colmena construida a partir de un tronco ahuecado era muy normal, se la denominó vaso. Los apicultores utilizaban los mismos desde épocas del Imperio romano. En Europa podemos aún observar vasos construidos en troncos diversos de árboles, alcornoque (corcho), mimbre revestido en yeso, vasos de madera. En la bibliografía podemos rastrear la evolución de la colmena fijista a la de cuadro movilista. Lucio Columela en su obra Los doce libros de agricultura realiza una excelente descripción de las mismas, los lugares donde situar el apiario y el modo de cosecharlas, ya en el año 50 d. C.
En la meliponicultura amerindia tradicional maya también los troncos ahuecados fueron las colmenas más comunes para las abejas sin aguijón.
Los egipcios, los sirios, etc construían vasijas de barro cocido para su colmenas.
En Lituania como podemos observar en la fotografía inferior, es muy común tallar árboles que sirven de colmenas, también se pueden observar troncos ahuecados que se utilizan como colmenas horizontales.